# Långsjön - Markusbölefjärden
Långsjön – Markusbölefjärden är en sjö i Finströms kommun i Åland (Finland). Den ligger i den västra delen av landskapet, 16 km norr om huvudstaden Mariehamn. Långsjön - Markusbölefjärden ligger 6 meter över havet. Den ligger på ön Fasta Åland. Arean är 3,1 kvadratkilometer och strandlinjen är 23,46 kilometer lång. Sjön  ingår i Skärgårdshavets kustområde, Åland. 